# Lars August Ledin
Lars August Ledin (ofta L.A. Ledin), född den 15 maj 1877 i Sollefteå, död den 9 augusti 1947 i Stockholm, var en svensk författare och folklivsforskare. Pseudonym: Laurentius.

## Biografi
Föräldrarna var torpare i Sollefteå socken. Ledin genomgick folkskolan och studerade därefter på egen hand ekonomi och litteratur och arbetade i flera olika proletära yrken såsom vallpojke, skogsarbetare och bryggeriarbetare. Han medarbetade i flera provinstidningar och var verksam som föreläsare och uppläsare. I sitt författarskap behandlade Ledin hembygden och dess folk, där berättelserna oftast är på ångermanländskt folkmål. Han skrev även dikter och visor både på rikssvenska och bygdemål. 
Ledin var även verksam som folklivsupptecknare och under elva år amanuens vid Västernorrlands museum. En sommar uppträdde han på Skansen i Stockholm. Visorna har återupptäckts under den andra hälften av 1900-talet av lokala vissångare och blivit mycket omtyckta.

### Skönlitteratur
- Mysterier och mystik. Sollefteå. 1919. Libris 1654859
- På bondetåg och friarstråt : humoresker. Sollefteå. 1919. Libris 1654860
- Folkhumor och livsbilder. Sollefteå: Tryckeriaktiebolaget Energi. 1920. Libris 1654858
- Rackarpojkar och rackartyg : [humoresker]. Härnösand. 1920. Libris 2462177
- Skämtlynne och folkliv. Härnösand: Författaren. 1920. Libris 1654861
- "Hârskapsfåltjä" å annä fålk. Härnösand: Härnösands boktryckeriaktiebolag. 1921. Libris 1486492
- Tjäringbyte, rall å annä tokeri. Härnösand: Författaren. 1922. Libris 1486494
- Vind för våg : en flik ur ett människoöde. Härnösand: Åström. 1922. Libris 1486496
- Jon Grels pojken : humoresker och folklivsskildringar : vers och prosa på landsmål och riksmål. Härnösand: Författaren. 1924. Libris 1486493
- Två dikter: Ångermanland ; Hammarsme'n. Härnösand. 1925. Libris 1486495
- Sägner om Ångermangården å annä smott å gôtt. Härnösand: Författaren. 1926. Libris 1338407
- Upptåg och äventyr. Örnsköldsvik: Författaren. 1927. Libris 1338408
- Hästarnas hövding : ekon från Ådalen. Mariestad: Svenska djurskyddsvännernas andelsförlag. 1928. Libris 1338406
- Ångermanland : dikt. Sundsvall: [Författaren]. 1928. Libris 1338409
- Gnistor från de västernorrländska järnbruken. Härnösand: Härnösands-Posten. 1933. Libris 1347568
- Karl Petter klarar sig. Stockholm: Tiden. 1934. Libris 1347569
- Gamla gardet : ur gångna dagars yrkes- och gesälliv. Stockholm: Hembygdsförlaget. 1935. Libris 1347567
- Per-Olofs resa på Ångermanälven : ett nyttigt och angenämt sällskap. Stockholm: Hembygdsförlaget. 1935. Libris 1347570
- Ångermanländskt folkliv. Stockholm: Hembygdsförlaget. 1938. Libris 10632923
- I lag med smått folk. Stockholm: Hembygdsförlaget. 1946. Libris 1410130
- Lyrik och prosa. Härnösand: Angermannia. 1977. Libris 509900 - Faksimil ur författares skrifter.
- Skrômta / [texturval: Rune M. Lindgren] ; [bilder: Eje Lönn]. Bjästa: CeWe-förl. 1980. Libris 7646939. ISBN 917542021X

### Varia
- Mina skäl för den religiösa tron / Laurentius. Stockholm: Hembygdsförlaget. 1936. Libris 1377397
- På helig mark. Stockholm: Hembygdsförlaget. 1939 / Laurentius. Libris 1377398
- Stöd för odödlighetstron / Laurentius. Stockholm: Hembygdsförlaget. 1940. Libris 1377399
- Himmelriket är nära / Laurentius. Stockholm. 1942. Libris 3006111
- Jesus av Nasaret / Laurentius. Stockholm. 1943. Libris 3006112

### Redaktörskap
- Ångermanlänningen. Härnösand: L. A. Ledin. 1929-1933. Libris 9546258